# San Pedro Sacatepéquez (Guatemala)
Este artículo corresponde al municipio del departamento de Guatemala; para el municipio homónimo en el departamento de San Marcos véase: San Pedro Sacatepéquez (San Marcos).
San Pedro Sacatepéquez («San Pedro»: en honor a su santo patrono Pedro Apóstol; «Sacatepéquez»: del náhuatl, significa «en el cerro de hierba») es un municipio del departamento de Guatemala, en la República de Guatemala. Se encuentra a aproximadamente a 22.5 km de la Ciudad de Guatemala, siguiendo la calzada San Juan, hacia el occidente. Posee miradores sobre el valle de Guatemala y las montañas del norte. Es además un importante centro agrícola, con un 93 por ciento de población indígena. Actualmente el municipio forma parte de las 20 ciudades más importantes de Guatemala.
Durante la época colonial fue una doctrina de los frailes dominicos, hasta que en 1754 los frailes tuvieron que ceder todas sus reducciones de indios al clero secular.  En 1681 se reportó que se descrubió una veta de plata y en 1690 se reportaron descubrimientos de oro en la localidad. 
Luego de la Independencia de Centroamérica en 1821, fue uno de los municipios originales del Estado de Guatemala, que se estableció formalmente en 1825.  El poblado fue afectado severamente por el terremoto del 3 de septiembre de 1874, el cual asoló la región de la Antigua Guatemala.

## Toponimia
Muchos de los nombres de los municipios y poblados de Guatemala constan de dos partes: el nombre del santo católico que se venera el día en que fueron fundados y una descripción con raíz náhuatl; esto se debe a que las tropas que invadieron la región en la década de 1520 al mando de Pedro de Alvarado estaban compuestas por soldados españoles y por indígenas tlaxcaltecas y cholultecas.  De esta forma, el nombre San Pedro le fue conferido en honor a su santo patrono, Simón Pedro, mientras que el topónimo «Sacatepéquez» se deriva de los vocablos en náhuatl «sacat» (español: «hierba»), «tepē-» (español: «cerro, montaña») y «-k»(español: «en»).

## Geografía física

### División territorial
El municipio se conforma por 1 pueblo, 3 aldeas y 9 caseríos. La cabecera con categoría de pueblo, San Pedro Sacatepéquez, está dividida en las siguientes zonas, que comprenden antiguos caseríos que se anexaron al pueblo: 
- Zona 1, Morazán
- Zona 2, San José
- Zona 3, Ermita
- Zona 4, Barrios

Mientras que las aldeas son: 
- Buena Vista
- Chillaní
- Vista Hermosa

Y los caserios son: 
- Laguna Seca
- Xenacoch
- Lo de Boc
- Los López
- Cruz de Piedra
- El Aguacate
- Las Minas
- San Martín
- La Presa

### Ubicación geográfica
San Pedro Sacatepéquez está en el departamento de Guatemala y sus colindancias son:
- Norte: San Juan Sacatepéquez, municipio del departamento de Guatemala
- Noreste: San Raymundo, municipio del departamento de Guatemala
- Sur: Mixco, municipio del departamento de Guatemala
- Oeste: Sacatepéquez, departamento de Guatemala[6]

|                     | Norte: San Juan Sacatepéquez | Nordeste: San Raymundo |
| Oeste: Sacatepéquez |                              |                        |
|                     | Sur: Mixco                   |                        |

## Gobierno municipal
Los municipios se encuentran regulados en diversas leyes de la República, que establecen su forma de organización, lo relativo a la conformación de sus órganos administrativos y los tributos destinados para los mismos.  Aunque se trata de entidades autónomas, se encuentran sujetos a la legislación nacional y las principales leyes que los rigen desde 1985 son:
| N.º | Ley                                                | Descripción |
| --- | -------------------------------------------------- | --- |
| 1   | Constitución Política de la República de Guatemala | Tiene una regulación legal específica para los municipios en los artículos 253 al 262. |
| 2   | Ley Electoral y de Partidos Políticos              | Ley de carácter constitucional aplicable a los municipios en el tema de la conformación de sus autoridades electas. |
| 3   | Código Municipal                                   | Decreto 12-2002 del Congreso de la República de Guatemala. Tiene la categoría de ley ordinaria y contiene preceptos generales aplicables a todos los municipios, e inclusive contiene legislación referente a la creación de los municipios.             |
| 4   | Ley de Servicio Municipal                          | Decreto 1-87 del Congreso de la República de Guatemala. Regula las relaciones entra la municipalidad y los servidores públicos en materia laboral. Tiene su base constitucional en el artículo 262 de la constitución que ordena la emisión de la misma. |
| 5   | Ley General de Descentralización                   | Decreto 14-2002 del Congreso de la República de Guatemala. Regula el deber constitucional del Estado, y por ende del municipio, de promover y aplicar la descentralización y desconcentración económica y administrativa.                                |

El gobierno de los municipios está a cargo de un Concejo Municipal mientras que el código municipal —ley ordinaria que contiene disposiciones que se aplican a todos los municipios— establece que «el concejo municipal es el órgano colegiado superior de deliberación y de decisión de los asuntos municipales […] y tiene su sede en la circunscripción de la cabecera municipal»; el artículo 33 del mencionado código establece que «[le] corresponde con exclusividad al concejo municipal el ejercicio del gobierno del municipio».
El concejo municipal se integra con el alcalde, los síndicos y concejales, electos directamente por sufragio universal y secreto para un período de cuatro años, pudiendo ser reelectos.
Existen también las Alcaldías Auxiliares, los Comités Comunitarios de Desarrollo (COCODE), el Comité Municipal del Desarrollo (COMUDE), las asociaciones culturales y las comisiones de trabajo. Los alcaldes auxiliares son elegidos por las comunidades de acuerdo a sus principios y tradiciones, y se reúnen con el alcalde municipal el primer domingo de cada mes, mientras que los Comités Comunitarios de Desarrollo y el Comité Municipal de Desarrollo organizan y facilitan la participación de las comunidades priorizando necesidades y problemas.

## Historia
Fue invadido por los españoles en 1525 durante la Conquista de Guatemala y posteriormente fue convertido en una doctrina de la Orden de Predicadores.

### Doctrina de los dominicos

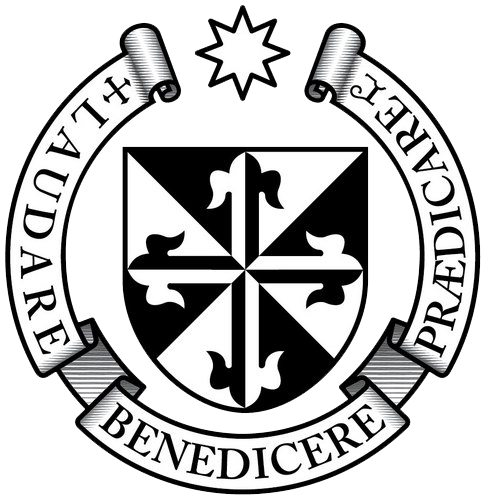
Escudo de la Orden de Predicadores.

La Corona española se enfocó en la catequización de los indígenas; las congregaciones fundadas por los misioneros reales en el Nuevo Mundo fueron llamadas «doctrinas de indios» o simplemente «doctrinas». Originalmente, los frailes tenían únicamente una misión temporal: enseñarle la fe católica a los indígenas, para luego dar paso a parroquias seculares como las establecidas en España; con este fin, los frailes debían haber enseñado los evangelios y el idioma español a los nativos. Ya cuando los indígenas estuvieran catequizados y hablaran español, podrían empezar a vivir en parroquias y a contribuir con el diezmo, como hacían los peninsulares.
Pero este plan nunca se llevó a cabo, principalmente porque la corona perdió el control de las órdenes regulares tan pronto como los miembros de estas se embarcaron para América. Por otra parte, protegidos por sus privilegios apostólicos para ayudar a la conversión de los indígenas, los misionares solamente atendieron a la autoridad de sus priores y provinciales, y no a la de las autoridades españolas ni a las de los obispos. Los provinciales de las órdenes, a su vez, únicamente rendían cuentas a los líderes de su orden y no a la corona; una vez habían establecido una doctrina, protegían sus intereses en ella, incluso en contra de los intereses del rey y de esta forma las doctrinas pasaron a ser pueblos de indios que se quedaron establecidos para todo el resto de la colonia.
Las doctrinas fueron fundadas a discreción de los frailes, ya que tenían libertad completa para establecer comunidades para catequizar a los indígenas, con la esperanza de que estas pasaran con el tiempo a la jurisdicción de una parroquia secular a la que se le pagaría el diezmo; en realidad, lo que ocurrió fue que las doctrinas crecieron sin control y nunca pasaron al control de parroquias. La administración colectiva por parte del grupo de frailes eran la característica más importante de las doctrinas ya que garantizaba la continuación del sistema de la comunidad en caso falleciese uno de los dirigentes.
En 1638, los dominicos separaron a sus grandes doctrinas —que les representaban considerables ingresos económicos— en grupos centrados en sus seis conventos:  Los conventos estaban en: la ciudad de Santiago de los Caballeros de Guatemala, Amatitlán, Verapaz, Sonsonate, San Salvador y Sacapulas. Específicamente el convento de la Ciudad de Santiago de los Caballeros de Guatemala, la doctrina abarcaba los poblados de Chimaltenango, Jocotenango, Sumpango, San Juan Sacatepéquez, San Pedro Sacatepéquez, Santiago Sacatepéquez, Rabinal, San Martín Jilotepeque, Escuintla, Milpas Altas, Milpas Bajas, San Lucas Sacatepéquez, y el Barrio de Santo Domingo en la ciudad.

### Veta de plata
El historiador Fuentes y Guzmán relata que en 1681, el vicario dominico de San Pedro Sacatepéquez, fray Francisco de Paz y Quiñónez, O.P., descubrió una veta de piedras rojas y negras mientras paseaba por un riachulo cercano a su residencia y que cuando este mandó a su fiscal —un indígena ministro de vara negra encargado de que los niños fueran a doctrina— quien le llevó varias libras del material el que, una vez analizado en la ciudad de Santiago de los Caballeros de Guatemala fue clasificado como rubíes y plata.  Poco después, el vicario de Paz y Quiñónez fue nombrado prior del convento y casa grande en la capital del reino y el descubrimiento de la veta quedó en el abandono, aunque en 1690 ya se habían descubierto lavaderos ricos de oro en una región conocida como «Portillo»; el oro era de 23 quilates.

### Reformas borbónicas

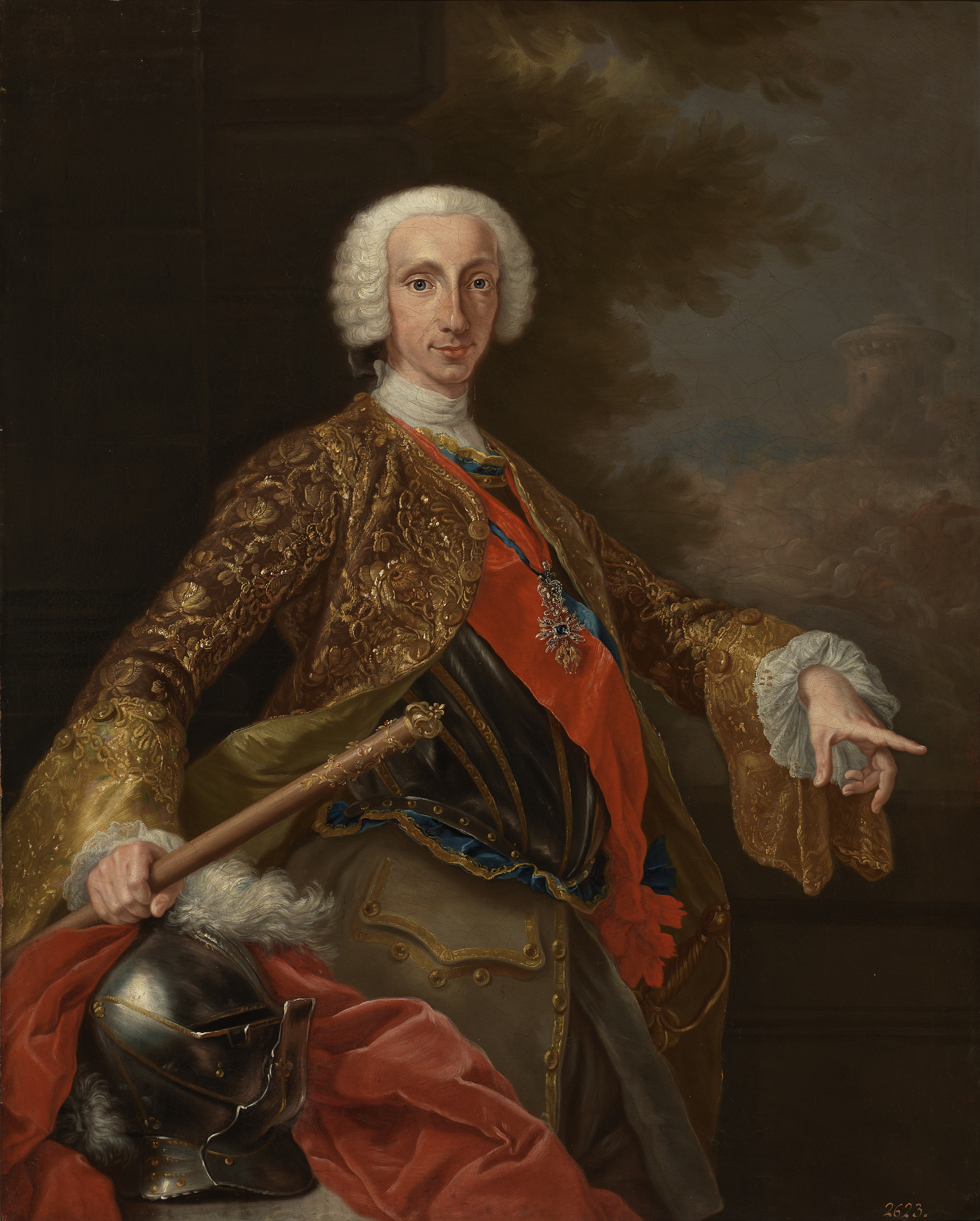
Rey Carlos III de España, promotor de las reformas borbónicas.

En 1754, en virtud de una Real Cédula parte de las Reformas Borbónicas, todos los curatos de las órdenes regulares fueron traspasados al clero secular. En 1765 se publicaron las reformas borbónicas de la Corona española, que pretendían recuperar el poder real sobre las colonias y aumentar la recaudación fiscal. Con estas reformas se crearon los estancos para controlar la producción de las bebidas embriagantes, el tabaco, la pólvora, los naipes y el patio de gallos. La real hacienda subastaba el estanco anualmente y un particular lo compraba, convirtiéndose así en el dueño del monopolio de cierto producto. Ese mismo año se crearon cuatro subdelegaciones de la Real Hacienda en San Salvador, Ciudad Real, Comayagua y León y la estructura político administrativa de la Capitanía General de Guatemala cambió a quince provincias:
Además de esta redistribución administrativa, la Corona española estableció una política tendiente a disminuir el poder de la Iglesia católica, el cual hasta ese momento era prácticamente absoluto sobre los vasallos españoles. Esta política de disminución de poder de la iglesia se basaba en la Ilustración
El historiador Domingo Juarros escribió  que en 1754, en virtud de una Real Cédula parte de las Reformas Borbónicas, todos los curatos de las órdenes regulares fueron traspasados al clero secular, por lo que los dominicos tuvieron que trasladar sus propiedades a las autoridades arzobispales y españolas.

### Tras la Independencia de Centroamérica
En 1825 se creó oficialmente el Estado de Guatemala, y San Pedro Sacatepéquez fue uno de los municipios originales del Estado; en ese tiempo pertenecía al departamento de Sacatepéquez/Chimaltenango.
El Estado de Guatemala fue definido de la siguiente forma por la Asamblea Constituyente de dicho estado que emitió la constitución del mismo el 11 de octubre de 1825: «el estado conservará la denominación de Estado de Guatemala y lo forman los pueblos de Guatemala, reunidos en un solo cuerpo.  El estado de Guatemala es soberano, independiente y libre en su gobierno y administración interior.»
San Pedro Sacatepéquez fue uno de los municipios originales del Estado de Guatemala fundado en 1825; estaba en el departamento de Sacatepéquez/Chimaltenango, cuya cabecera era Antigua Guatemala, y tenía los municipios de Jilotepeque, San Pedro Sacatepéquez, San Lucas Tejar, Chimaltenango, San Juan Sacatepéquez y Patzún.

### Terremoto del 3 de septiembre de 1874
De acuerdo al periódico estadounidense The New York Times, el terremoto de Guatemala del 3 de septiembre de 1874 fue el más devastador de los que se registraron en ese año en todo el mundo. No solamente se destruyó completamente el pueblo de Parramos, sino que bandas de forajidos armados con cuchillos y otras armas punzocortantes intentaron asaltar a los damnificados y robarles lo poco que les quedaba; afortunadamente, las bandas fueron capturadas por la policía del gobierno del general Justo Rufino Barrios y ejecutadas sumariamente.
Un testigo relató que el terremoto se sintió como una combinación de una larga serie de movimientos verticales y horizontales que hacían que pareciera que el suelo se movía en forma de olas y que se elevaba hasta un pie de alto por encima de su nivel normal. Otro testigo indicó que el pueblo de San Miguel Dueñas quedó totalmente destruido, y quienes lograron sobrevivir salieron huyendo buscando áreas más seguras.  En total, hubo US$300,000 en pérdidas; los poblados afectados aparte de Antigua Guatemala, Dueñas, Parramos y Patzicía, fueron Jocotenango, San Pedro Sacatepéquez, Ciudad Vieja y Amatitlán.

## Galería de imágenes

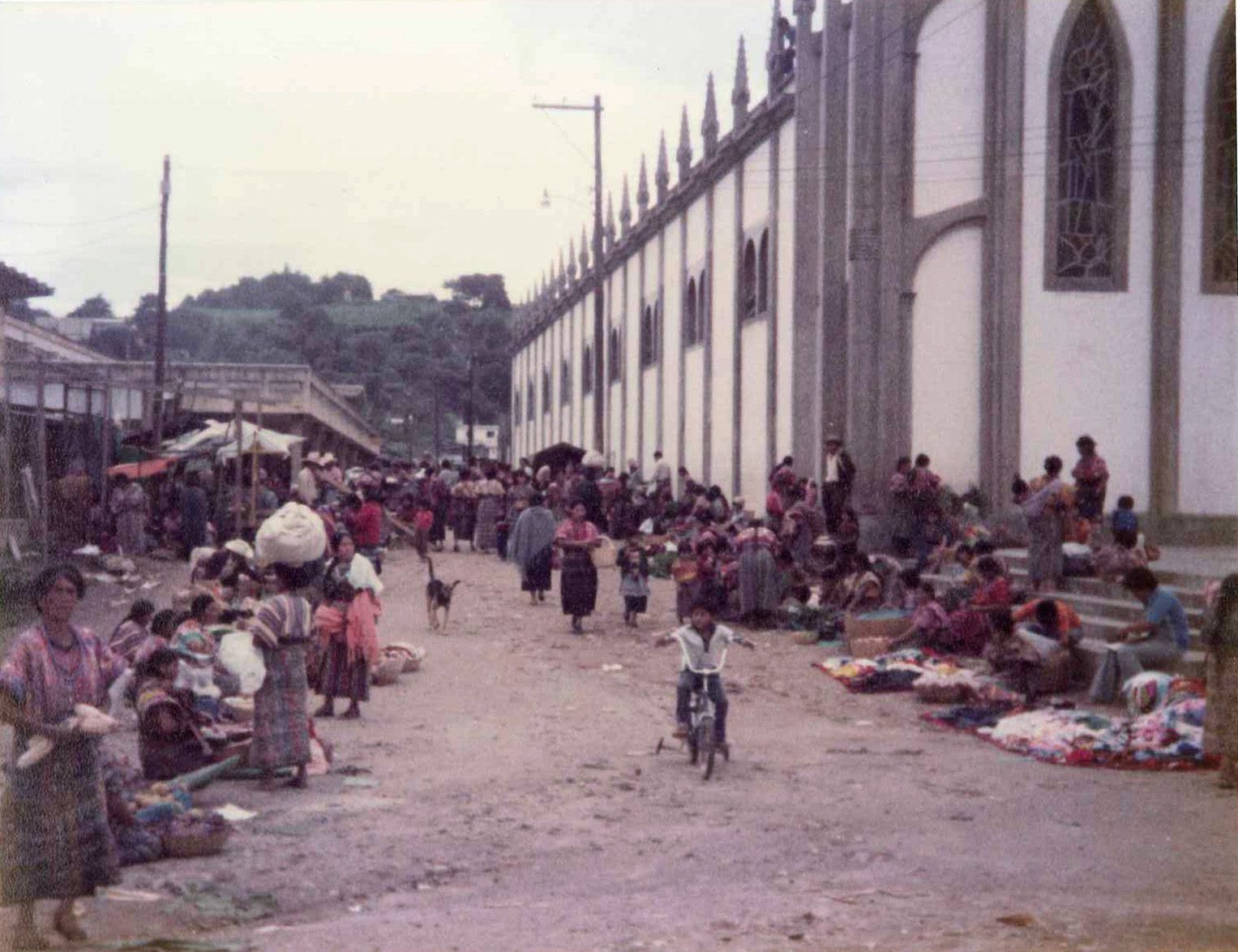
El mercado y la iglesia de  San Pedro Sacatepéquez en los años ochenta.
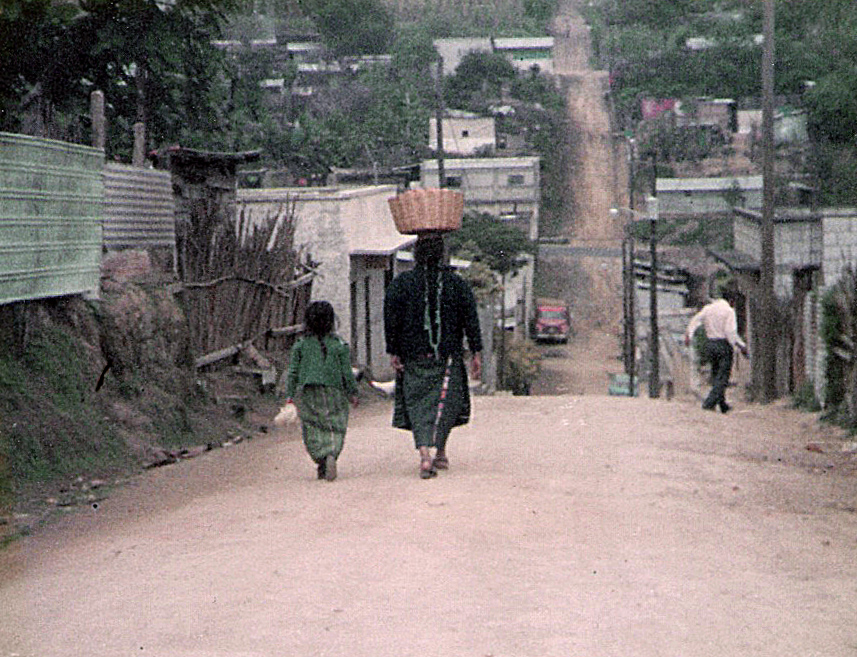
Una vista típica de San Pedro Sacatepéquez en 1983 o 1984.